# Грибоедово (Крым)
Грибое́дово (до 1948 года Шига́й; укр. Грибоєдово, крымскотат. Şiğay, Шигъай) — исчезнувшее село в Первомайском районе Республики Крым, располагавшееся в центре района, в степном Крыму, примерно в 4 километрах южнее современного села Калинино.

### Динамика численности населения
- 1805 год — 49 чел.[5]
- 1900 год — 20 чел.[6]
- 1915 год — 31/85 чел.[7][8]
- 1926 год — 58 чел.[9]

## История
Первое документальное упоминание села встречается в Камеральном Описании Крыма… 1784 года, судя по которому, в последний период Крымского ханства Шигай входил в Самарчик кадылык Перекопского каймаканства. После присоединения Крыма к России (8) 19 апреля 1783 года, (8) 19 февраля 1784 года, именным указом Екатерины II сенату, на территории бывшего Крымского ханства была образована Таврическая область и деревня была приписана к Евпаторийскому уезду. После павловских реформ, с 1796 по 1802 год входила в Акмечетский уезд Новороссийской губернии. По новому административному делению, после создания 8 (20) октября 1802 года Таврической губернии, Шигай был включён в состав Джелаирской волости Евпаторийского уезда.
По Ведомости о волостях и селениях, в Евпаторийском уезде с показанием числа дворов и душ… от 19 апреля 1806 года в деревне Шигай числилось 8 дворов, 48 крымских татар и 1 ясыр. На военно-топографической карте генерал-майора Мухина 1817 года деревня Чагай обозначена с 9 дворами. После реформы волостного деления 1829 года Шигай, согласно «Ведомости о казённых волостях Таврической губернии 1829 года», отнесли к Атайской волости (переименованной из Джелаирской). На карте 1836 года в деревне 12 дворов, а на карте 1842 года Шигай обозначен условным знаком «малая деревня» (это означает, что в ней насчитывалось менее 5 дворов) — видимо, опустел вследствие эмиграции крымских татар в Турцию.
В 1860-х годах, после земской реформы Александра II, деревню приписали к Биюк-Асской волости. Шигай ещё упоминается в труде профессора А. Н. Козловского «Сведения о количестве и качестве воды в селениях, деревнях и колониях Таврической губернии…», согласно которому вода в колодцах деревни была пресная, а их глубина достигала 20—30 саженей (42—63 м), а согласно «Памятной книжке Таврической губернии за 1867 год» 1867 года, деревня Шагай лежала в развалинах, из-за особенно массовой после Крымской войны 1853—1856 годов, эмиграции крымских татар.
Поселение было возрождено в конце XIX века крымскими немцами. Вновь в доступных источниках деревня упоминается в «…Памятной книжке Таврической губернии на 1900 год», согласно которой в Шигае Коджанбакской волости числилось 20 жителей в 4 дворах. По Статистическому справочнику Таврической губернии. Ч.II-я. Статистический очерк, выпуск пятый Евпаторийский уезд, 1915 год, в экономии Шигай (Ф. М. Штоля) Коджамбакской волости Евпаторийского уезда числилось 4 двора с немецким населением в количестве 31 человека приписных жителей и 85 — «посторонних», из которых 86 мужчин и 30 женщин. В экономии числилось 869 десятин удобной земли. В хозяйстве имелось 51 лошадь, 88 волов, 18 коров и 400 голов мелкого скота. Согласно списку 1915 года «…русских подданных из австрийских, венгерских или германских выходцев» землевладельцев, опубликованном в газете «Таврические губернские ведомости» в апреле 1915 года, при деревне Шигай значился Штоль Филипп Матвеевич, имевший 554 десятин земли.
После установления в Крыму Советской власти, по постановлению Крымревкома от 8 января 1921 года № 206 «Об изменении административных границ» была упразднена волостная система и в составе Евпаторийского уезда был образован Бакальский район, в который включили село, а в 1922 году уезды получили название округов. 11 октября 1923 года, согласно постановлению ВЦИК, в административное деление Крымской АССР были внесены изменения, в результате которых округа были отменены, Бакальский район упразднён и село вошло в состав Евпаторийского района. Согласно Списку населённых пунктов Крымской АССР по Всесоюзной переписи 17 декабря 1926 года, в селе Шигай, в составе упразднённого к 1940 году
 Баясытского сельсовета Евпаторийского района, числилось 13 дворов, все крестьянские, население составляло 58 человек, все татары. Постановлением ВЦИК РСФСР от 30 октября 1930 года был создан Фрайдорфский еврейский национальный район (переименованный указом Президиума Верховного Совета РСФСР № 621/6 от 14 декабря 1944 года в Новосёловский) (по другим данным 15 сентября 1931 года) и село включили в его состав, а после разукрупнения в 1935-м и образования также еврейского национального Лариндорфского (с 1944 — Первомайский), — переподчинили новому району.
В 1944 году, после освобождения Крыма от фашистов, согласно Постановлению ГКО № 5859 от 11 мая 1944 года, 18 мая крымские татары были депортированы в Среднюю Азию. С 25 июня 1946 года селение в составе Крымской области РСФСР. Указом Президиума Верховного Совета РСФСР от 18 мая 1948 года Шигай переименовали в Грибоедово. Населённый пункт ликвидирован к 15 июня 1960 года, поскольку в списках на эту дату уже не значится (согласно справочнику «Крымская область. Административно-территориальное деление на 1 января 1968 года» — в период с 1954 по 1968 годы как село Калининского сельсовета).